# Stephan Lichtsteiner
Stephan Lichtsteiner (sinh ngày 16 tháng 1 năm 1984) là một cựu cầu thủ bóng đá chuyên nghiệp người Thụy Sĩ. Là một hậu vệ cánh phải hoặc hậu vệ cánh phải tấn công, anh được biết đến với những pha chạy xuống cánh phải đầy năng lượng và thể lực sung mãn, khiến anh có biệt danh "Forrest Gump" và "The Swiss Express" (Tàu tốc hành Thụy Sĩ).
Anh bắt đầu sự nghiệp chuyên nghiệp của mình với câu lạc bộ Grasshopper Zurich và giành chức vô địch quốc gia trong mùa giải 2002-03 trước khi chuyển đến Lille năm 2005 và giúp các câu lạc bộ nước Pháp để tham dự Champions League trong mùa giải đầu tiên của mình với đội bóng. Năm 2008, anh gia nhập câu lạc bộ Ý Lazio và đoạt cả Coppa Italia và Siêu cúp bóng đá Ý vào một năm sau. Từ khi gia nhập Juventus vào năm 2011, Lichtsteiner đã giành được 14 danh hiệu, trong đó có 7 lần liên tiếp vô địch Serie A cùng với câu lạc bộ. Mùa hè năm 2018, anh gia nhập câu lạc bộ Premier League Arsenal. Một năm sau, anh gia nhập câu lạc bộ Bundesliga Augsburg và giải nghệ sau một mùa giải thi đấu tại đây.
Anh bắt đầu sự nghiệp quốc tế với đội tuyển vào năm 2006, đến khi kết thúc sự nghiệp ở đội tuyển quốc gia, Lichtsteiner đã 108 lần khoác áo tuyển Thụy Sĩ, thành tích giúp cho anh đứng thứ tám trong danh sách các cầu thủ khoác áo đội tuyển quốc gia nhiều nhất mọi thời đại. Anh đã đại diện cho đất nước của mình tại UEFA Euro và FIFA World Cup.

## Thống kê sự nghiệp
Tính đến ngày 22 tháng 5 năm 2020
| Câu lạc bộ          | Mùa giải            | Giải đấu            | Giải đấu | Giải đấu | Cúp quốc gia1 | Cúp quốc gia1 | Châu Âu | Châu Âu | Khác2 | Khác2 | Tổng cộng | Tổng cộng |
| Câu lạc bộ          | Mùa giải            | Giải đấu            | Trận     | Bàn      | Trận          | Bàn           | Trận    | Bàn     | Trận  | Bàn   | Trận      | Bàn       |
| ------------------- | ------------------- | ------------------- | -------- | -------- | ------------- | ------------- | ------- | ------- | ----- | ----- | --------- | --------- |
| Grasshopper         | 2001–02             | Super League        | 1        | 0        | —             | —             | —       | —       | —     | —     | 1         | 0         |
| Grasshopper         | 2002–03             | Super League        | 25       | 0        | —             | —             | 2       | 0       | —     | —     | 27        | 0         |
| Grasshopper         | 2003–04             | Super League        | 26       | 2        | 4             | 0             | 4       | 0       | —     | —     | 34        | 2         |
| Grasshopper         | 2004–05             | Super League        | 27       | 2        | 1             | 0             | —       | —       | —     | —     | 28        | 2         |
| Grasshopper         | Tổng cộng           | Tổng cộng           | 79       | 4        | 5             | 0             | 6       | 0       | —     | —     | 90        | 4         |
| Lille               | 2005–06             | Ligue 1             | 31       | 1        | 4             | 0             | 8       | 0       | —     | —     | 43        | 1         |
| Lille               | 2006–07             | Ligue 1             | 24       | 0        | 5             | 0             | 3       | 0       | —     | —     | 32        | 0         |
| Lille               | 2007–08             | Ligue 1             | 34       | 4        | 4             | 1             | —       | —       | —     | —     | 34        | 5         |
| Lille               | Tổng cộng           | Tổng cộng           | 89       | 5        | 13            | 1             | 11      | 0       | —     | —     | 113       | 6         |
| Lazio               | 2008–09             | Serie A             | 33       | 1        | 6             | 0             | —       | —       | —     | —     | 39        | 1         |
| Lazio               | 2009–10             | Serie A             | 33       | 2        | 2             | 0             | 7       | 0       | 1     | 0     | 43        | 2         |
| Lazio               | 2010–11             | Serie A             | 34       | 0        | 1             | 0             | —       | —       | —     | —     | 35        | 0         |
| Lazio               | Tổng cộng           | Tổng cộng           | 100      | 3        | 9             | 0             | 7       | 0       | 1     | 0     | 117       | 3         |
| Juventus            | 2011–12             | Serie A             | 35       | 2        | 3             | 0             | —       | —       | —     | —     | 38        | 2         |
| Juventus            | 2012–13             | Serie A             | 28       | 4        | 1             | 0             | 6       | 0       | 1     | 0     | 36        | 4         |
| Juventus            | 2013–14             | Serie A             | 27       | 2        | 1             | 0             | 7       | 0       | 1     | 1     | 36        | 3         |
| Juventus            | 2014–15             | Serie A             | 32       | 3        | 3             | 0             | 13      | 0       | 1     | 0     | 49        | 3         |
| Juventus            | 2015–16             | Serie A             | 26       | 0        | 4             | 1             | 6       | 1       | 1     | 0     | 37        | 2         |
| Juventus            | 2016–17             | Serie A             | 26       | 1        | 2             | 0             | 1       | 0       | 1     | 0     | 30        | 1         |
| Juventus            | 2017–18             | Serie A             | 27       | 0        | 3             | 0             | 2       | 0       | 0     | 0     | 32        | 0         |
| Juventus            | Tổng cộng           | Tổng cộng           | 201      | 12       | 17            | 1             | 35      | 1       | 5     | 1     | 257       | 15        |
| Arsenal             | 2018–19             | Premier League      | 14       | 0        | 3             | 1             | 6       | 0       | 0     | 0     | 23        | 1         |
| Augsburg            | 2019–20             | Bundesliga          | 20       | 0        | 0             | 0             | —       | —       | —     | —     | 20        | 0         |
| Tổng cộng sự nghiệp | Tổng cộng sự nghiệp | Tổng cộng sự nghiệp | 503      | 24       | 47            | 3             | 65      | 1       | 6     | 1     | 621       | 29        |

1 Bao gồm Coupe de France/Coupe de la Ligue và Coppa Italia

2 Bao gồm Supercoppa Italiana

### Bàn thắng quốc tế
Bàn thắng và kết quả của Thụy Sĩ được để trước
| #  | Ngày                 | Địa điểm                        | Đối thủ        | Bàn thắng | Kết quả | Giải đấu                 |
| -- | -------------------- | ------------------------------- | -------------- | --------- | ------- | ------------------------ |
| 1. | 11 tháng 10 năm 2011 | St. Jakob Park, Basel, Thụy Sĩ  | Montenegro     | 2–0       | 2–0     | Vòng loại Euro 2012      |
| 2. | 26 tháng 5 năm 2012  | St. Jakob Park, Basel, Thụy Sĩ  | Đức            | 4–2       | 5–3     | Giao hữu                 |
| 3. | 6 tháng 9 năm 2013   | Stade de Suisse, Bern, Thụy Sĩ  | Iceland        | 1–1       | 4–4     | Vòng loại World Cup 2014 |
| 4. | 6 tháng 9 năm 2013   | Stade de Suisse, Bern, Thụy Sĩ  | Iceland        | 3–1       | 4–4     | Vòng loại World Cup 2014 |
| 5. | 3 tháng 6 năm 2014   | Swissporarena, Lucerne, Thụy Sĩ | Perú           | 1–0       | 2–0     | Giao hữu                 |
| 6. | 13 tháng 11 năm 2016 | Swissporarena, Lucerne, Thụy Sĩ | Quần đảo Faroe | 2–0       | 2–0     | Vòng loại World Cup 2018 |
| 7. | 31 tháng 8 năm 2017  | Kybunpark, St. Gallen, Thụy Sĩ  | Andorra        | 3–0       | 3–0     | Vòng loại World Cup 2018 |
| 8. | 7 tháng 10 năm 2017  | St. Jakob Park, Basel, Thụy Sĩ  | Hungary        | 5–1       | 5–2     | Vòng loại World Cup 2018 |

## Danh hiệu

### Câu lạc bộ

#### Grasshopper
- Swiss Super League: 2002–03

#### Lazio
- Coppa Italia: 2008–09
- Supercoppa Italiana: 2009

#### Juventus
- Serie A: 2011–12, 2012–13, 2013–14, 2014–15, 2015–16, 2016–17, 2017–18
- Coppa Italia: 2014–15, 2015–16, 2016–17, 2017–18
- Supercoppa Italiana: 2012, 2013, 2015

### Cá nhân
- Cầu thủ Thụy Sĩ của năm: 2015
- Bàn thắng mùa giải của UEFA Champions League: 2015–16